# 구마노시역
구마노시역(일본어: 熊野市駅)은 일본 미에현 구마노시에 있는 도카이 여객철도 기세이 본선의 역이다. 단선 · 섬식의 형태를 합친 복합 구조의 철도 역사이다.

## 타는 곳
| 1 | ■ 기세이 본선 | 하행   | 신구 방면            | 특급 '난키'를 포함 |
| 2 | ■ 기세이 본선 | 상행   | 오와세 · 나고야 방면 | 특급 '난키'를 포함 |
| 3 | ■ 기세이 본선 | (상행) | 오와세 · 나고야 방면 | 대피 · 시발        |
| 3 | ■ 기세이 본선 | (하행) | 신구 방면            | 대피 · 시발        |

## 이용 현황
| 연도     | 하루 평균 승차 인원 | 연도     | 하루 평균 승차 인원 |
| 1998년도 | 869                 | 2005년도 | 630                 |
| 1999년도 | 854                 | 2006년도 | 643                 |
| 2000년도 | 823                 | 2007년도 | 655                 |
| 2001년도 | 814                 | 2008년도 | 647                 |
| 2002년도 | 759                 | 2009년도 | 597                 |
| 2003년도 | 720                 | 2010년도 | 585                 |
| 2004년도 | 644                 |          |                     |
| -------- | ------------------- | -------- | ------------------- |

## 역 주변
- 구마노 시청
- 구마노 시 소방본부 구마노시 소방서
- 쓰 지방 법무국 구마노 지국
- 쓰 지방 검찰청 구마노 지부
- 미에 농정 사무소 구마노 통계 · 정보 센터
- 미에 노동국 구마노 공공 직업안정소 · 노동 준비 감독서
- 주부 지방 정비국 기세이 국도 공사 사무소 구마노 유지 출장소
- 쓰 지방 재판소 · 가정 재판소 구마노 지부
- 구마노 간이 재판소
- 미에 현 구마노 보건소
- 오니가 성
- NHK 나고야 방송국 구마노 라디오 중계국 (제 1방송 1368Khz · 100W, 제 2방송 1602Khz · 100W)
- 주부 닛폰 방송 구마노 라디오 중계국 (720Khz · 100W)
- 도카이 라디오 방송 구마노 중계국 (1485Khz · 100W)

## 역사
- 1940년 8월 8일 : 기이키노모토역(일본어: 紀伊木本駅)으로 개업.
- 1959년 7월 15일 : 구마노시역으로 개칭.
- 1987년 4월 1일 : 민영화에 따라, 도카이 여객철도로 이관.

## 인접 정차역
| 도카이 여객철도 기세이 본선 | 도카이 여객철도 기세이 본선 | 도카이 여객철도 기세이 본선 |
| --------------------------- | --------------------------- | --------------------------- |
| 오도마리 가메야마 방면      | ■ 기세이 본선               | 아리이 신구 방면            |